# Creu de terme I de Gra
La Creu de terme I de Gra és una obra de Torrefeta i Florejacs (Segarra) inclosa a l'Inventari del Patrimoni Arquitectònic de Catalunya.

## Descripció
Petita creu de terme situada al peu de la Carretera de Tàrrega a Guissona, just a l'entrar al camí que va de Gra a Guissona. Te una base quadrada, el cos te quatre cares i culmina amb una creu de pedra. Te un alçada d'uns 2 metres